# いすゞ・ガーラミオ
| 初代ガーラミオ（秋田中央トランスポート）  |  | 二代目ガーラミオ（松戸新京成バス）  |
| 初代ガーラミオ （秋田中央トランスポート） |  | 二代目ガーラミオ （松戸新京成バス） |

ガーラ ミオ（GALA mio）は、ジェイ・バスが製造し、いすゞ自動車が販売する観光・自家用中型バス。1999年にジャーニーK（LR系）の後継車種として、路線系のエルガミオと同時発売されたが、その後のいすゞ自動車と日野自動車のバス事業統合により、2004年以降は日野・メルファとの統合車種として製造・販売されている。
メルファと同様、貸切バス・自家用バスとしての導入が多く、送迎バスなどに広く使われているが、自治体バス（コミュニティバス）などでの使用例もある。
なお、メルファで設定されたプラグインハイブリッド車（メルファ プラグインハイブリッド）はガーラミオには設定されなかった。
統合車種のメルファ共々、日本国内で製造される唯一の中型観光・自家用バス車両である。

## 車名の由来
大型観光バスのガーラに、明るく楽しい旅を期待させてくれるようなバスをイメージして英語・フランス語で「お祭り・陽気な」という意味の Galaと命名し、英語の mini とフランス語の mioche' からの造語 mioを組み合わせ、大型に対して一回り小さいことを表している。この命名法はエルガとエルガミオ、およびエルフとエルフミオの関係と全く同じである。

## 初代 (LR系)
1999年6月23日に平成10年排出ガス規制に適合させ、中型自家用・観光用ジャーニーK (LR系) をフルモデルチェンジする形で、中型路線用のエルガミオと同時発売した。エンジンはエルガミオと同型の直列6気筒の6HH1-S型 (225PS)、トランスミッションはロッドシフト5速MTとACT5速/6速MT、5速ATを設定。。
初代ガーラとデザインを統一したフロントマスクと後面2枚窓（M-II・M-IIIのみ）を採用してスタイルを一新した。
中型観光・自家用バスでは初となる運転席エアバッグを標準装備した（路線系のエルガミオには設定なし）。その他安全装備として、衝撃吸収ステアリングホイール、アンチロック・ブレーキ・システム (ABS) を標準装備した。
シャーシは路線系エルガミオ（KK-LR233系）のエアサス・ツーステップをベースに、ホイールベースはF尺（3.75m）、J尺（4.4m）の2種類。ニーリング機能もオプション設定された。
ボデーは折戸・前2枚窓・後1枚窓・床下非貫通トランク仕様のM-I（ベーシックタイプ）と、スイング扉・前1枚窓・後2枚窓・床下大型貫通式トランク・ミドルデッカー仕様のM-III（デラックスタイプ）、その中間仕様のM-IIの3タイプが展開された。
エルガミオ同様、6HA1型を搭載するCNG車がJ尺に設定された。
詳しい型式ラインナップは以下のとおり。
|                         | WB3.8m     | WB4.4m       |
| ----------------------- | ---------- | ------------ |
| エアサスツーステップ    | KK-LR233F1 | KK-LR233J1   |
| CNGエアサスツーステップ |            | KK-LR233J1改 |

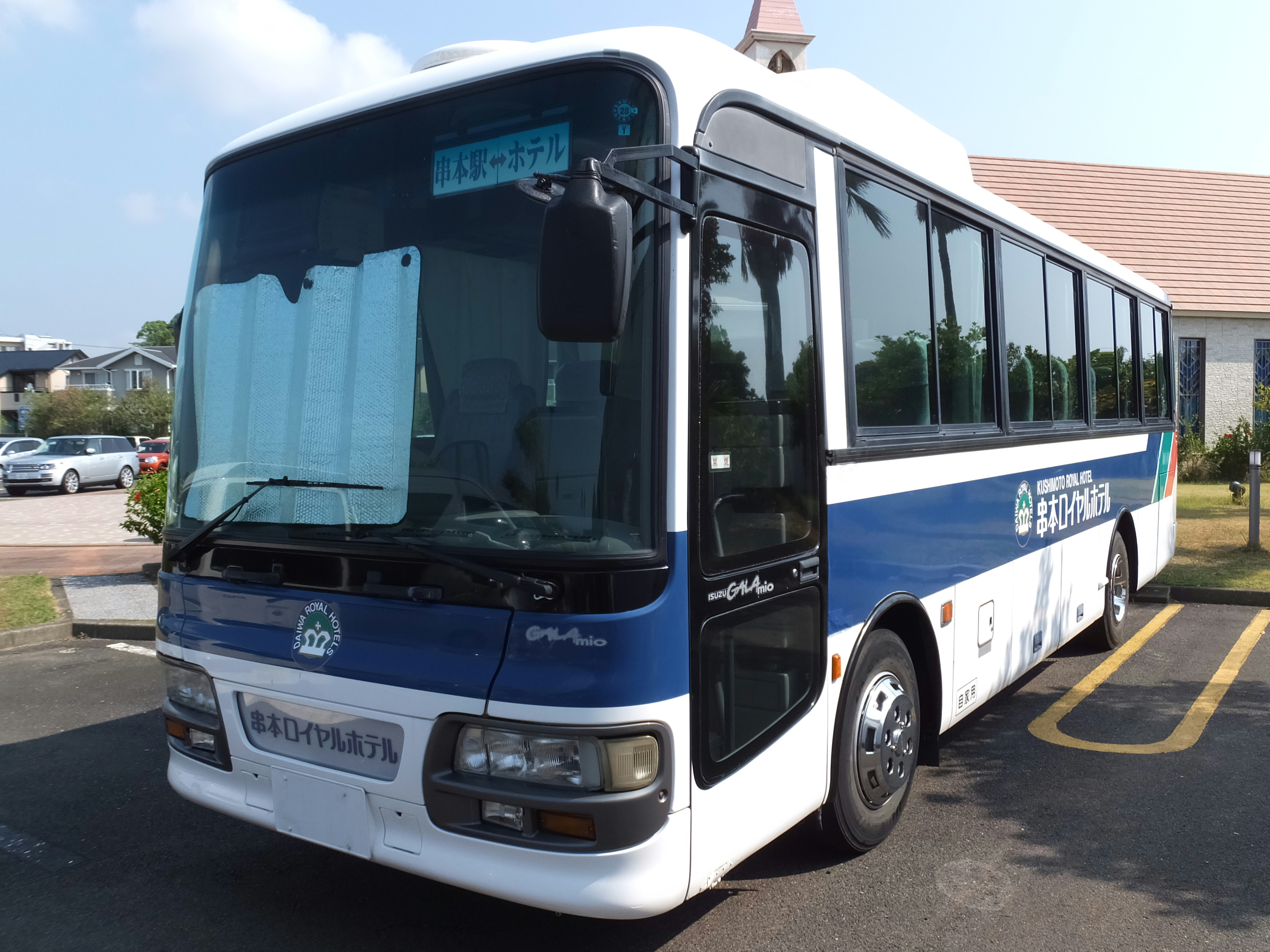
串本ロイヤルホテル送迎バス（前面）
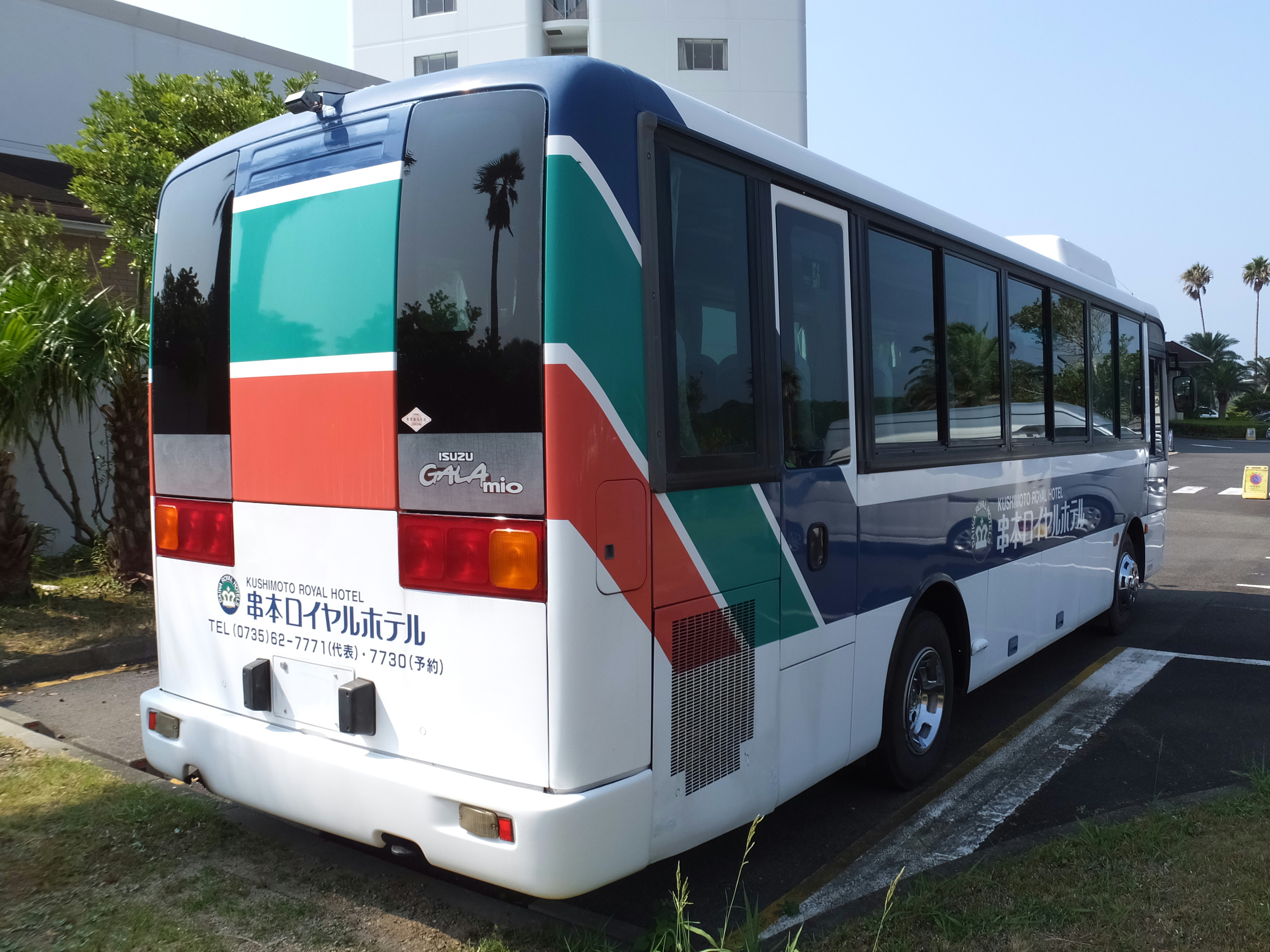
串本ロイヤルホテル送迎バス（後面）
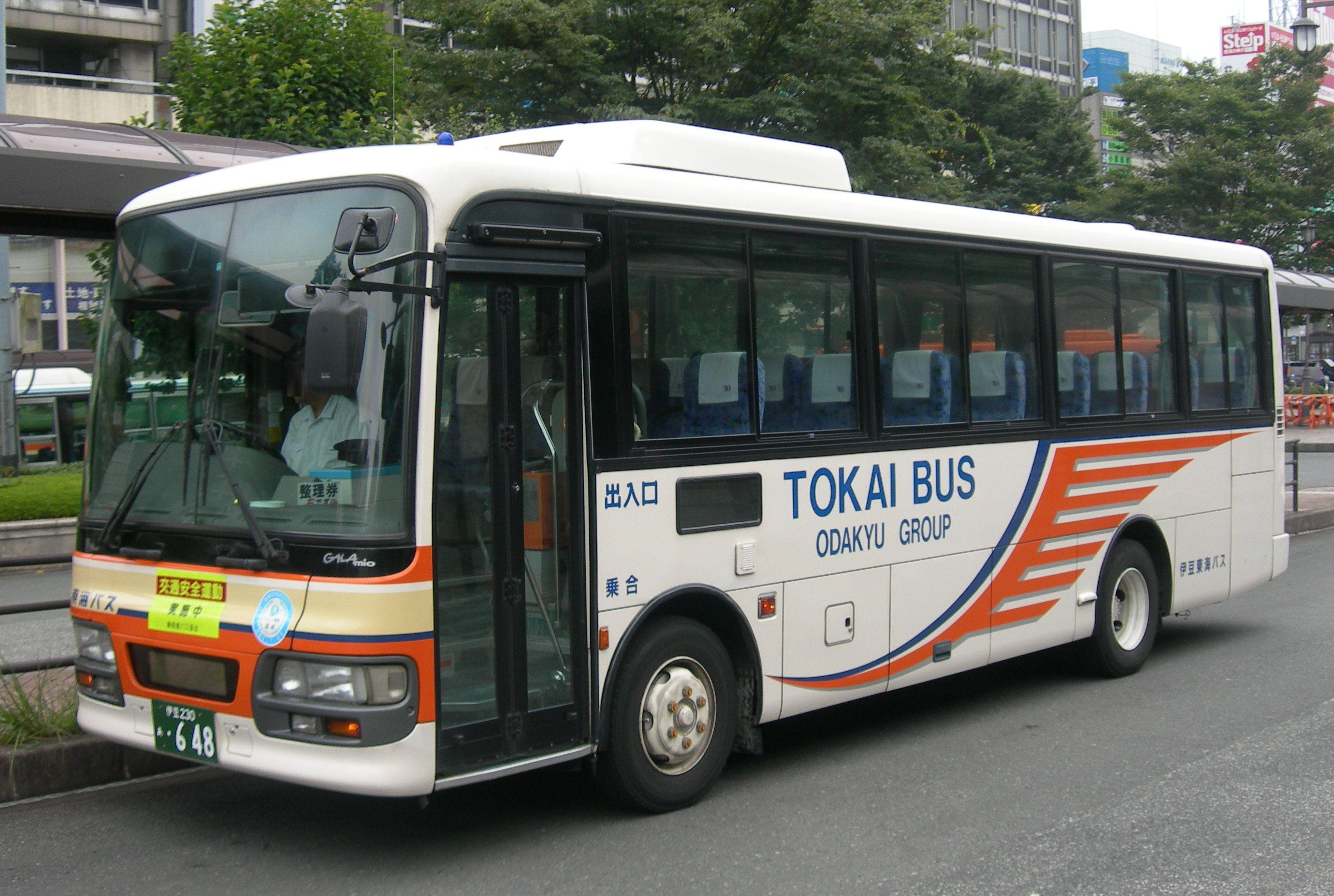
伊豆東海バス 前折戸仕様
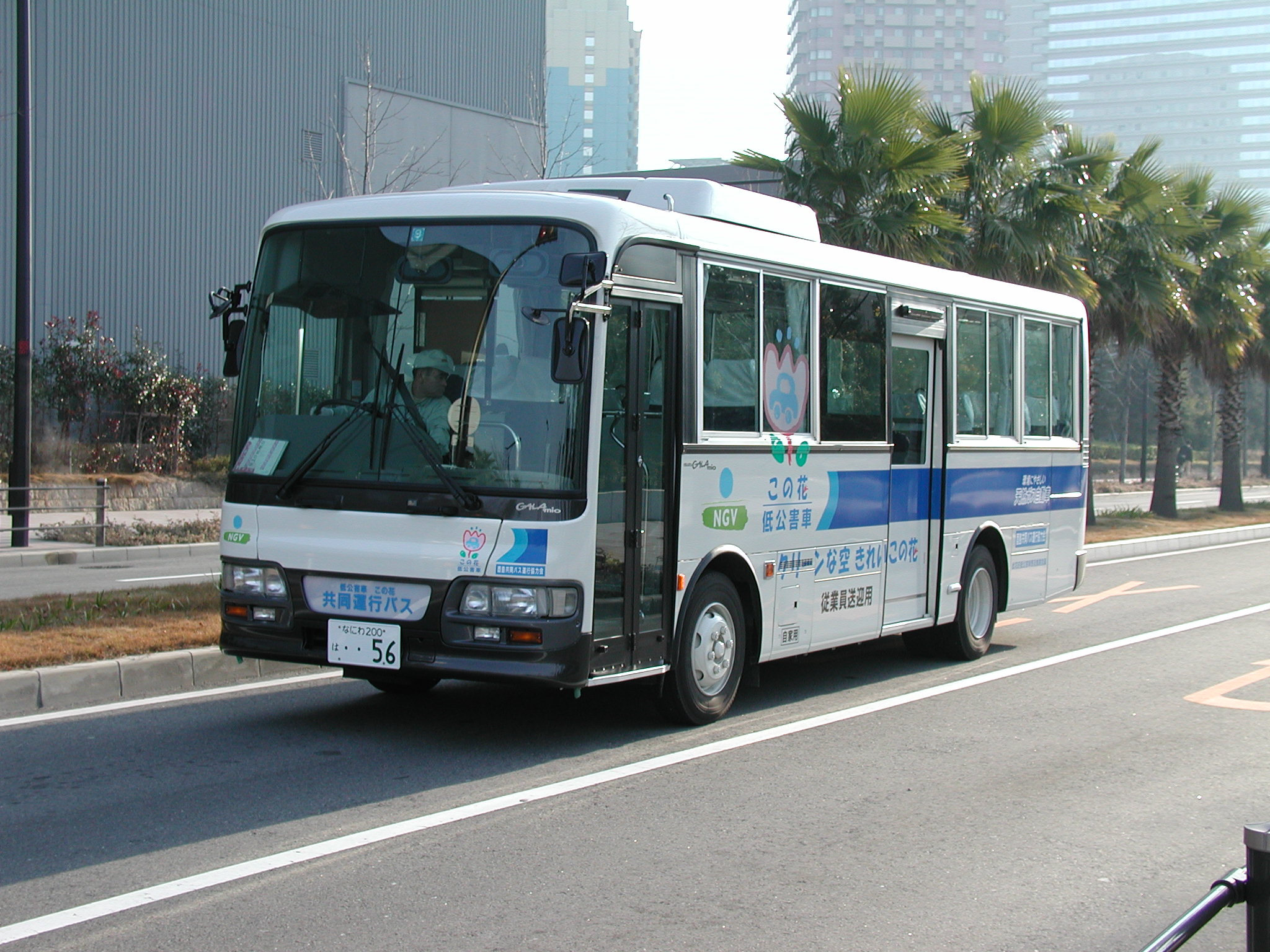
前中扉・CNG車 酉島共同バス運行協力会（従業員送迎バス）
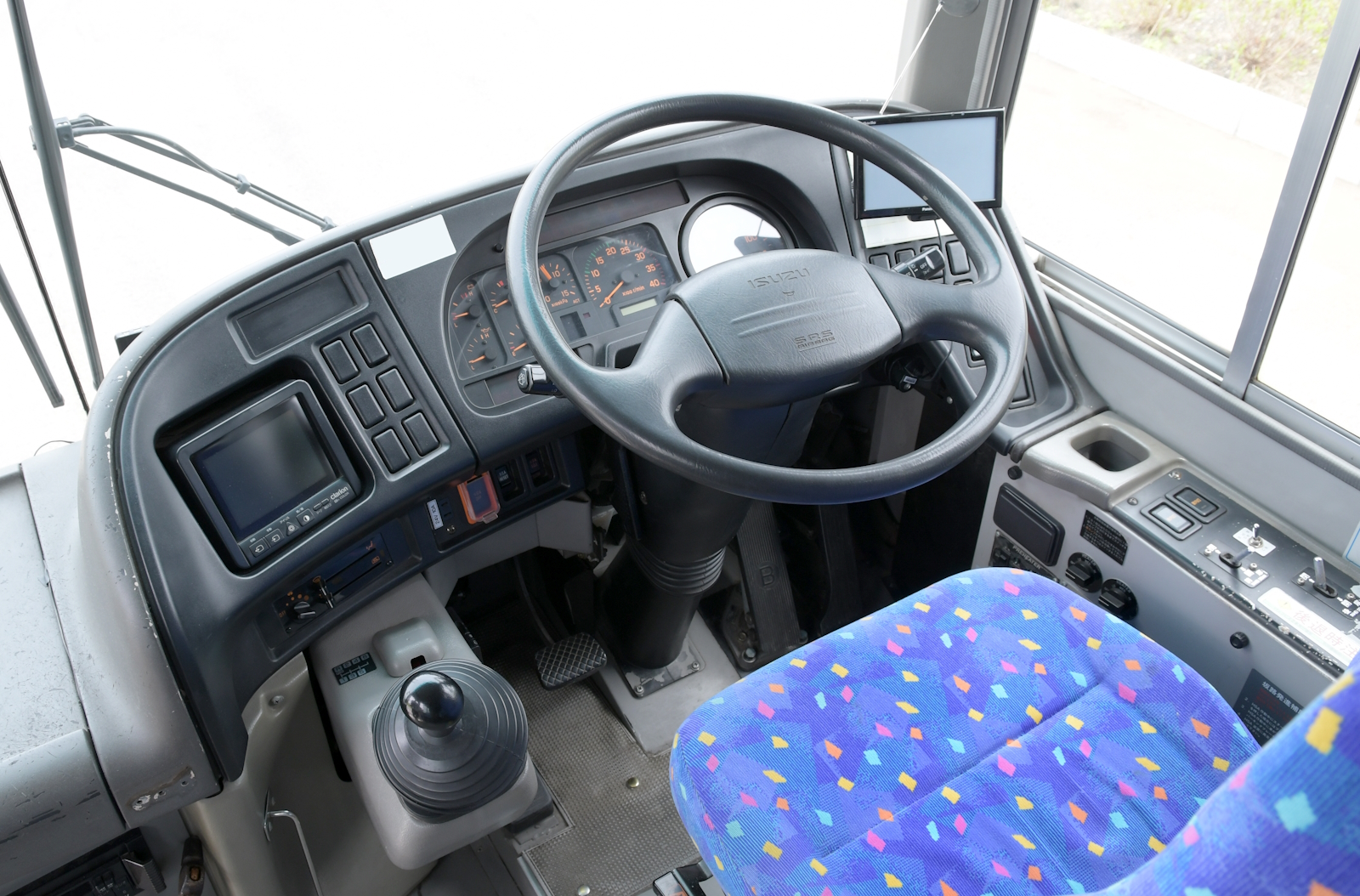
運転席

## 2代目 (RR系)

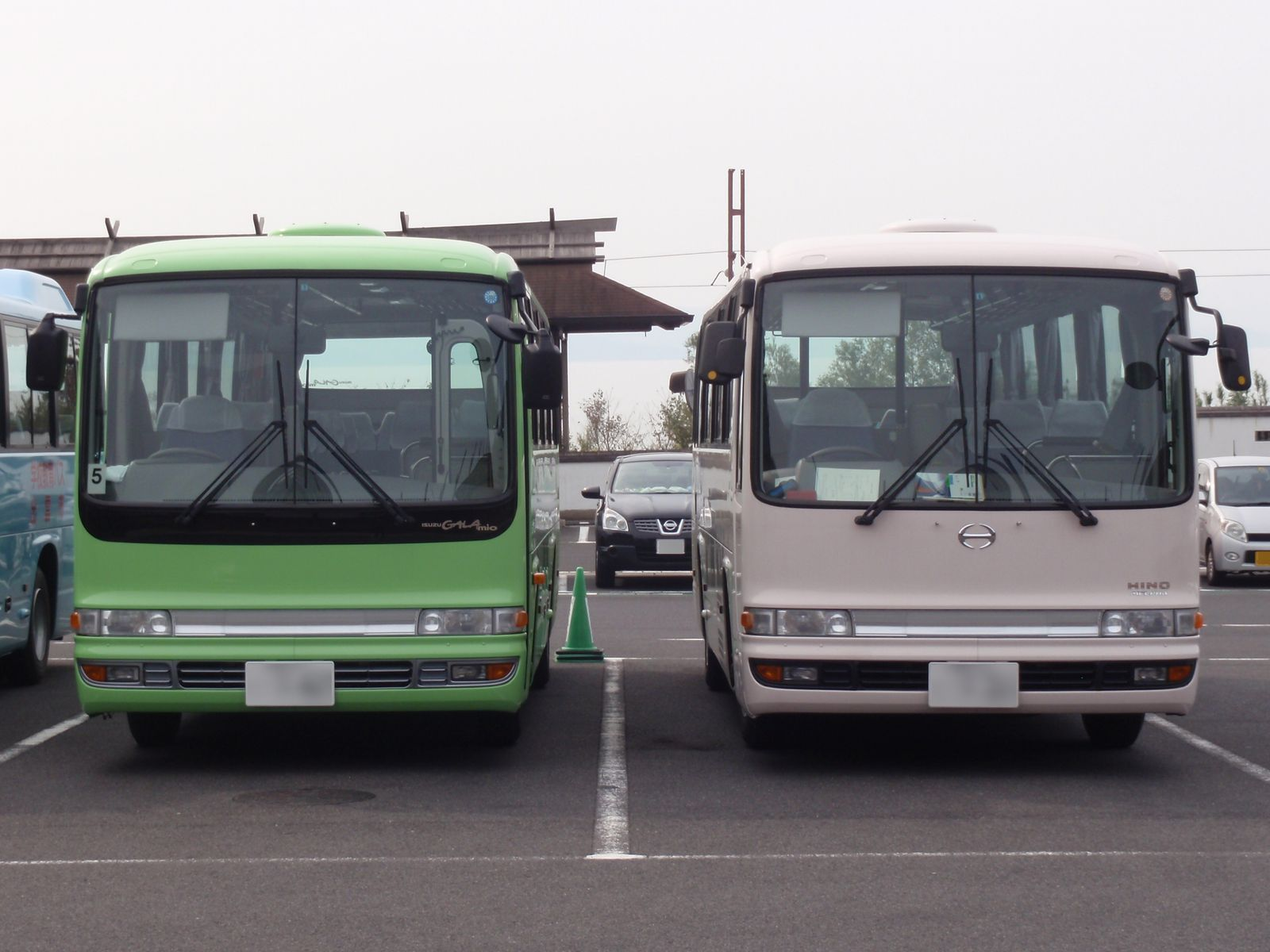
日野メルファ（右）と並んだガーラミオ（左）グリルの色以外の差異はほとんどない

2004年8月24日、平成16年排出ガス規制に適合させフルモデルチェンジ。エンジンは日野自動車製のJ07E-TI型 (225PS) を搭載、型式はPB-RR7JJAP（観光）、PB-RR7JJAJ（自家用）。
これにより、日野自動車が販売する同クラス車種のメルファ (PB-RR7JJAA) との統合モデルとなった。メルファとの相違点はバンパーグリルの色（メルファは黒、ガーラミオは灰色）のほか、ステアリングホイールに刻印された「ISUZU」ロゴ、前面窓下がデフォルトで黒く塗られている程度である。
デザインもメルファと同等となり、2代目セレガと統合車種となった2代目ガーラとは異なり後面2枚窓は廃止された。また運転席エアバッグはSDG-代までオプションでも設定されていなかった。トランスミッションはパワーシフト6速MTとトルクコンバータ式5速ATのみとなり、先代に設定されていたフィンガーシフトはない。サスペンションも先代のフルエアサスからリーフサスとエアサスとの併用式となった。
同2004年10月1日にいすゞ自動車と日野自動車により、いすゞバス製造と日野車体工業を合併してジェイ・バスに統合、これにより製造がジェイ・バス小松事業所へ移管された。

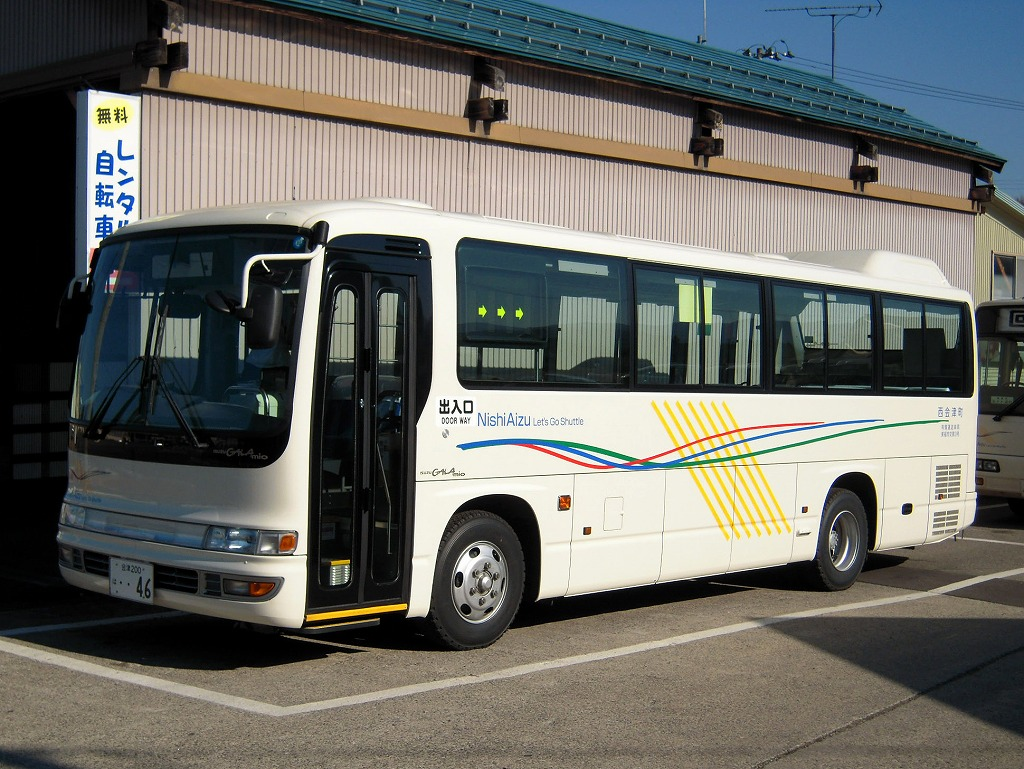
BDG-RR7JJBJ
西会津町民バス

2007年8月7日、平成17年排出ガス規制（新長期規制）および低排出ガス重量車認定（NOx・PM10%以上低減）に適合し、型式がBDG-RR7JJBJとなる。エンジンは日野自動車製のJ07E型を搭載、目標販売台数は年90台。この際にM-II・M-Iのオプションを拡充した。

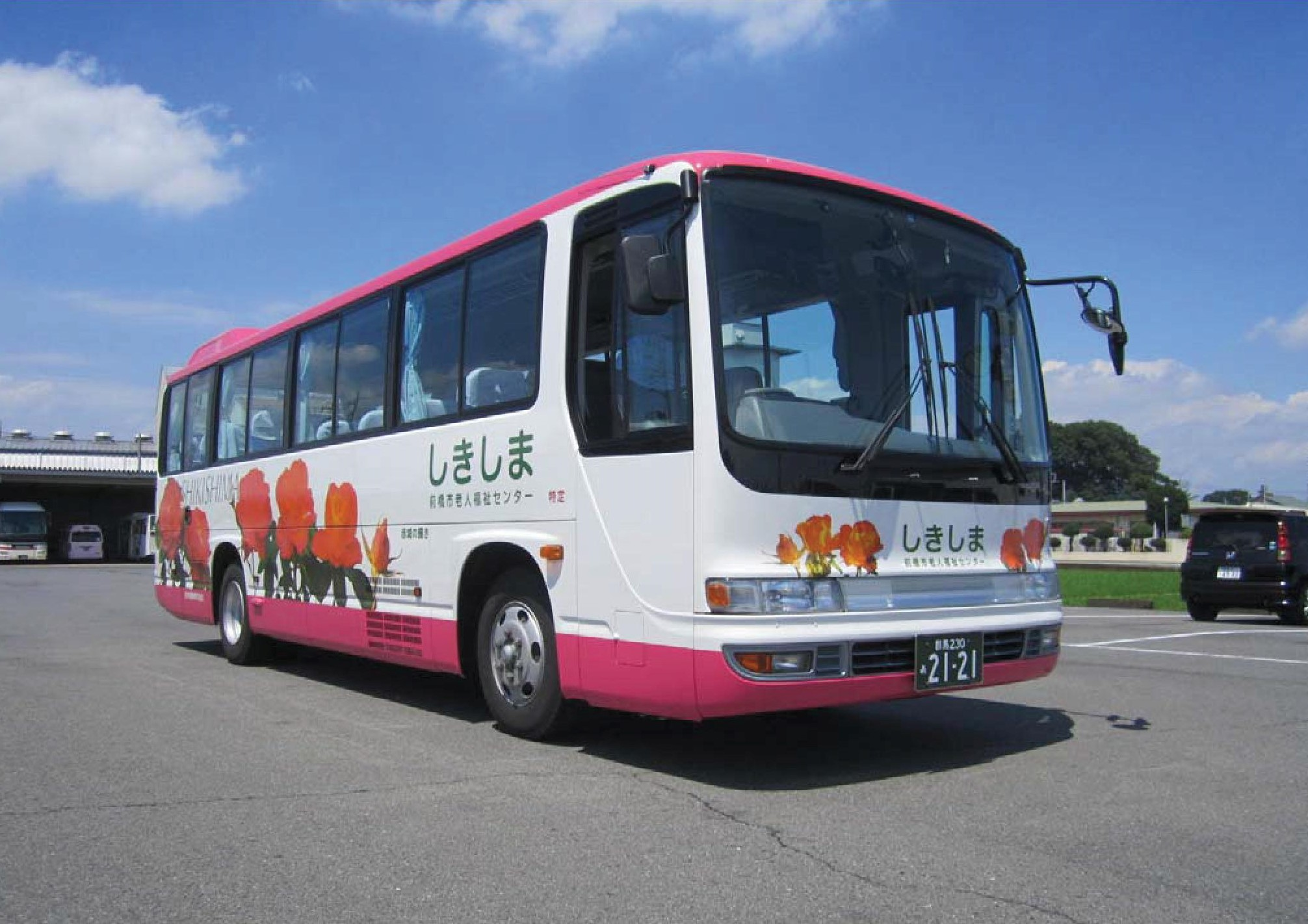
SDG-RR7JJCJ
永井バス（特定車）

2011年7月20日、平成22年排出ガス規制に適合し、型式がSDG-RR7JJCJとなる。エンジンは引き続き日野J07E型を搭載、尿素SCRシステムは採用せず改良型PM除去装置のみでポスト新長期規制をクリアした（メルファに装着される「AIR LOOP」エンブレムは商標権の関係から付かない）。M-II・M-Iには補助席が標準装備になった他、M-Iでもハイバックシートに変更された。目標販売台数は年90台。
2012年7月2日にシートおよびシートベルトに関する新保安基準に適合したマイナーチェンジが行われた。これによる型式変更はない。目標販売台数は年90台。
2017年7月14日には平成28年排出ガス規制（ポスト新長期規制）に適合して7月21日に発売、型式が2DG-RR2AJDJとなる。エンジンは日野自動車製直列4気筒A05C-TH型（220ps/81kgf･m）に変更され、DPFに加え尿素SCRシステムが採用されたほか、トランスミッションは日野自動車製の6速AMTが採用され（Pro Shiftの名称は商標権の関係から使われない）、パワーシフト6速MTとトルクコンバータ式5速ATは廃止された。また、運転席エアバッグが設定され初代以来13年ぶりに復活した。
2021年9月29日、安全性を向上させたマイナーチェンジが行われた。今回のマイナーチェンジでは、統合車種であるメルファよりも先行して発売された（メルファの発売日は同年10月1日）。オートヘッドランプ、衝突被害軽減ブレーキシステム、車線逸脱警報装置、車両安定制御システム、ドライバー異常時対応システム(EDSS)を標準装備した。衝突被害軽減ブレーキシステムを装着した関係上、前方ナンバープレートの位置が右寄りに変更されている。なお、メルファとは異なりICTサービスには非対応である他、VSCの名称も商標権の関係上車両安定制御システムに置き換えられて称される。
2022年8月2日にメルファ共々、日野自動車エンジン不正問題に伴う国土交通省の指導により出荷を停止した。
ラインナップ
|                                | いすゞ・ガーラミオ | 日野・メルファ     |
| ------------------------------ | ------------------ | ------------------ |
| 観光用                         | M-III              | ロイヤルサルーン   |
| 自家用（リクライニングシート） | M-II               | スーパーデラックス |
| 自家用（固定シート）           | M-I                | デラックス         |

他にも日野・メルファ同様、特装用ベース車も設定されている。

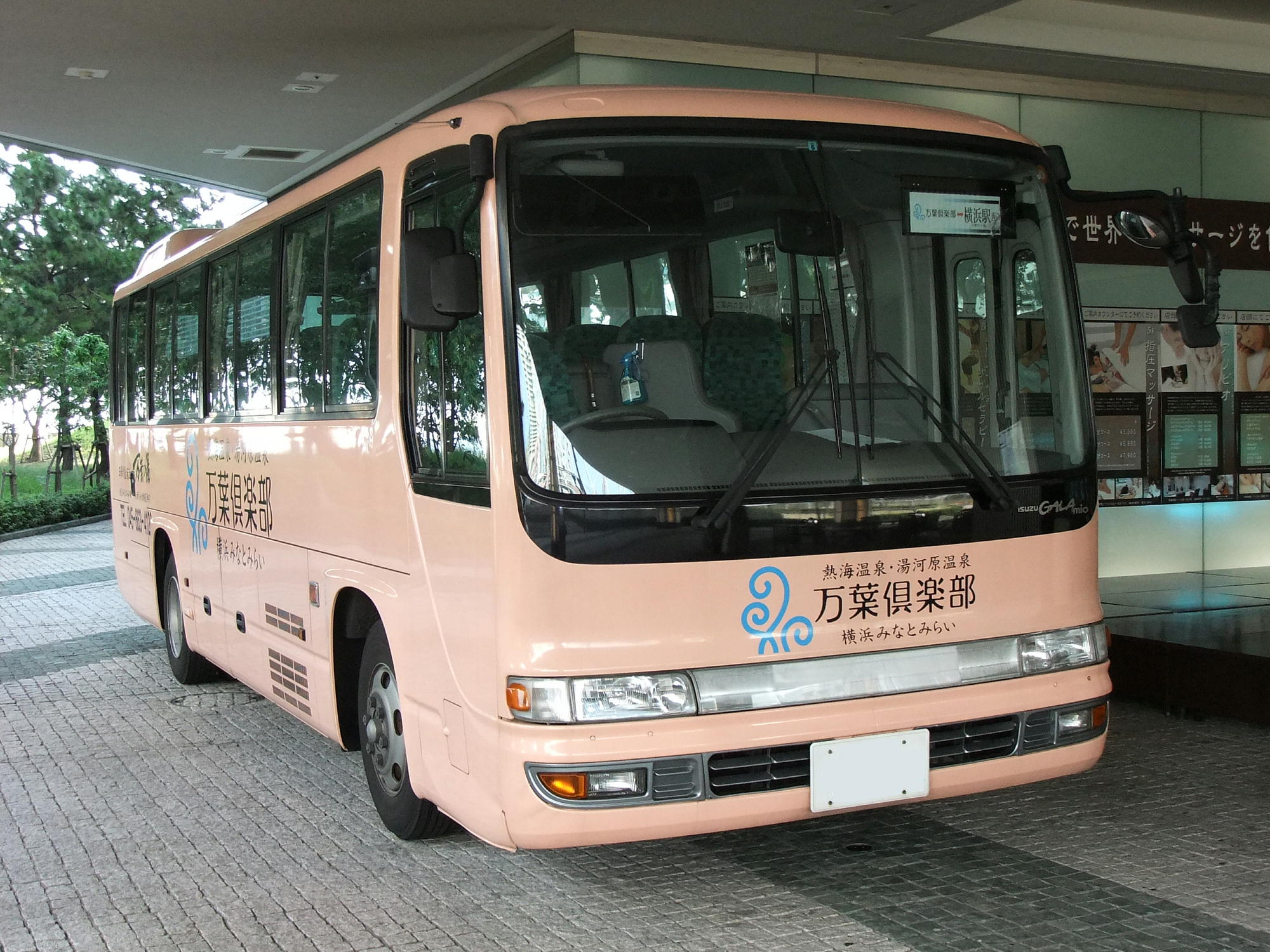
横浜みなとみらい万葉倶楽部 無料送迎バス（前面）
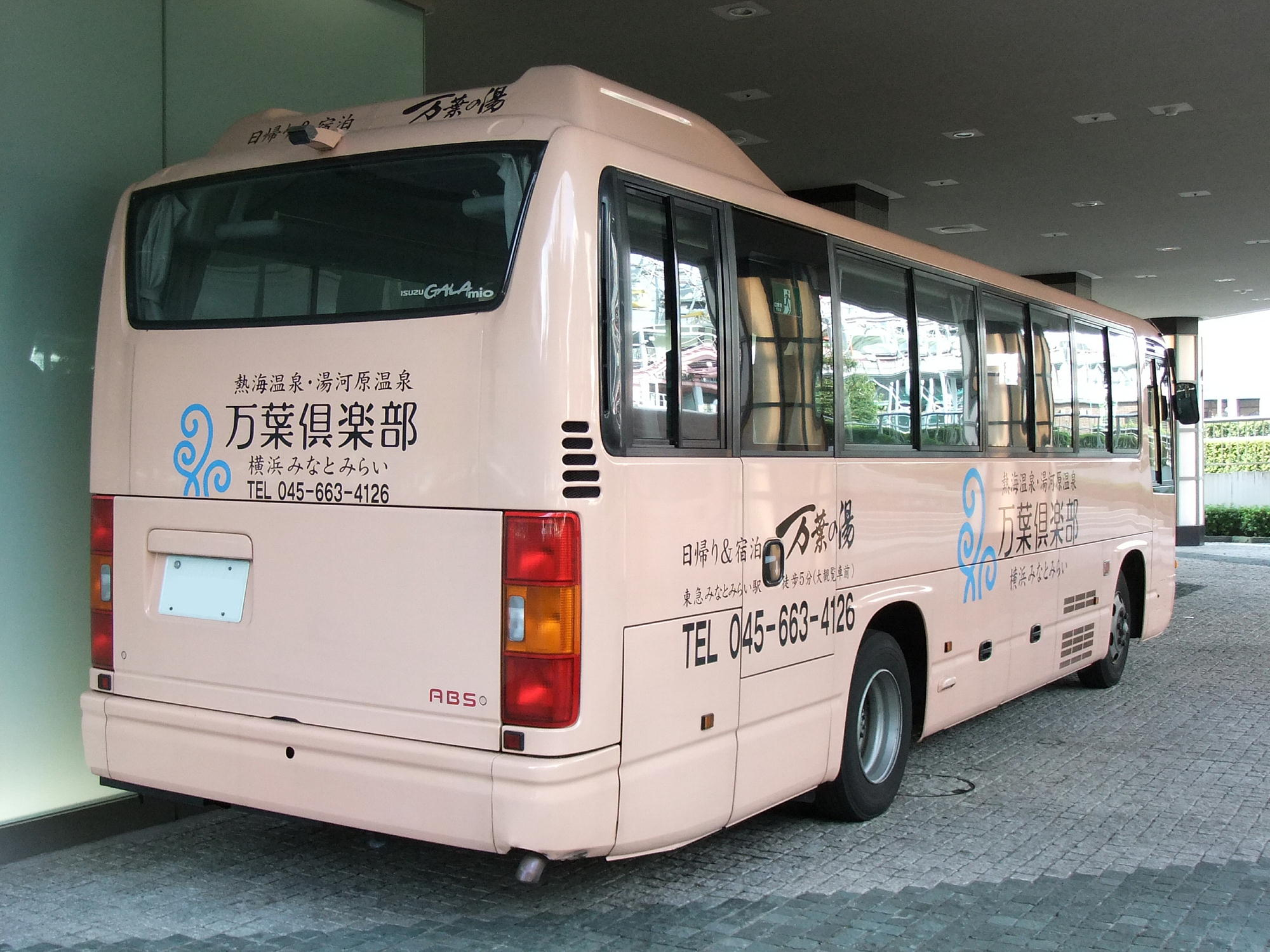
横浜みなとみらい万葉倶楽部 無料送迎バス（後面）
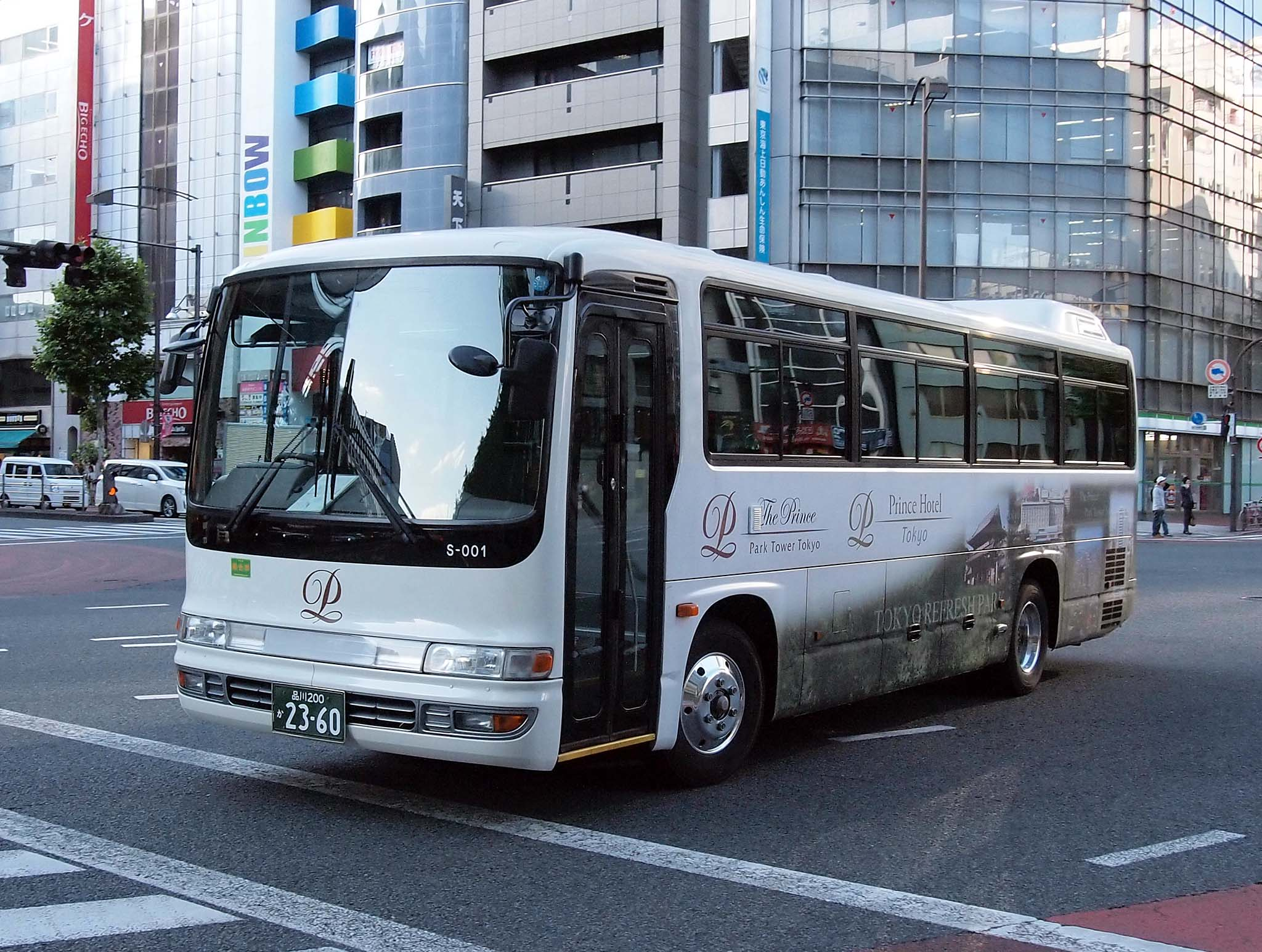
西武総合企画 東京プリンスホテル シャトルバス
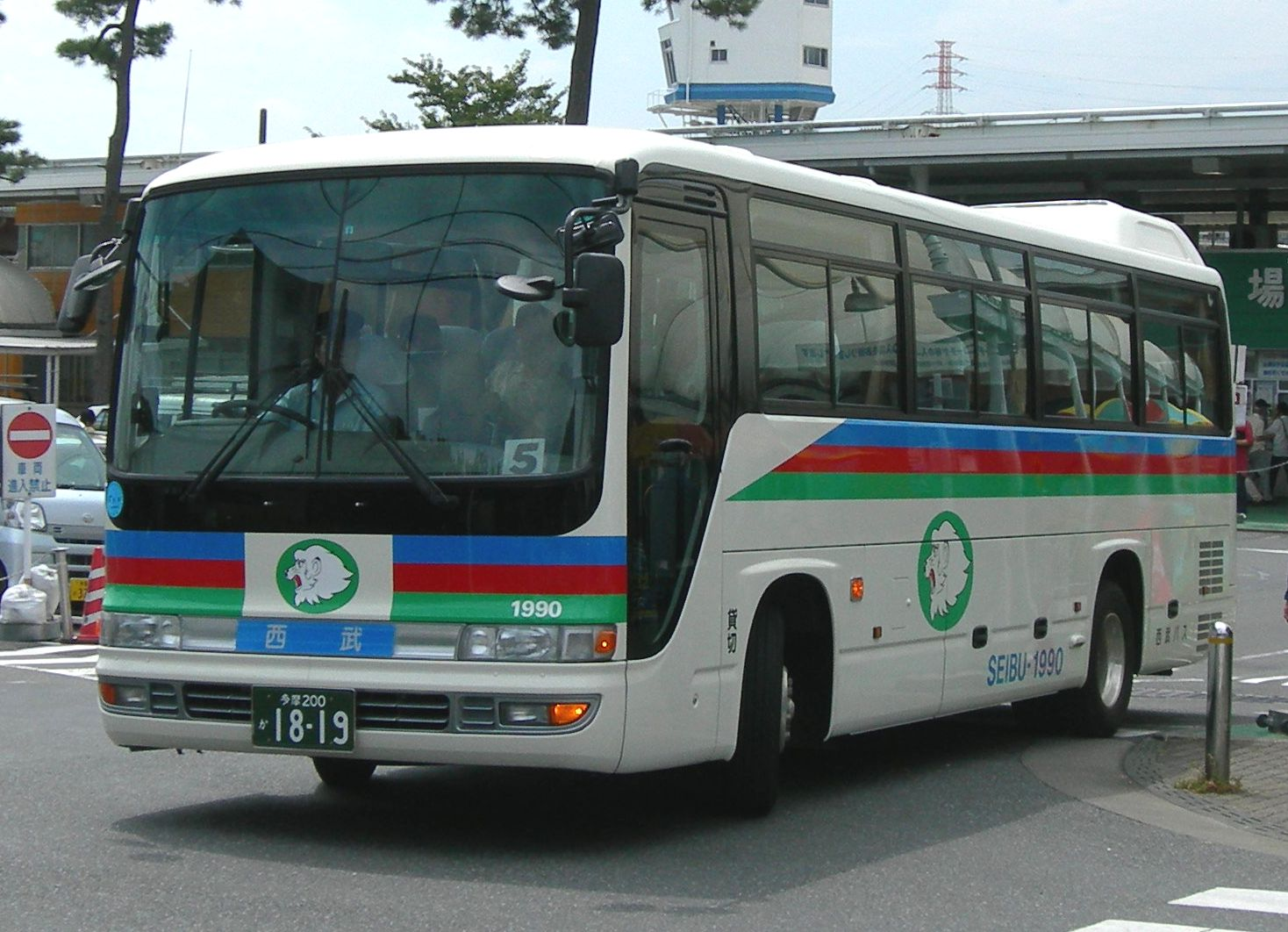
西武バス1990号車 小平営業所所属の貸切車
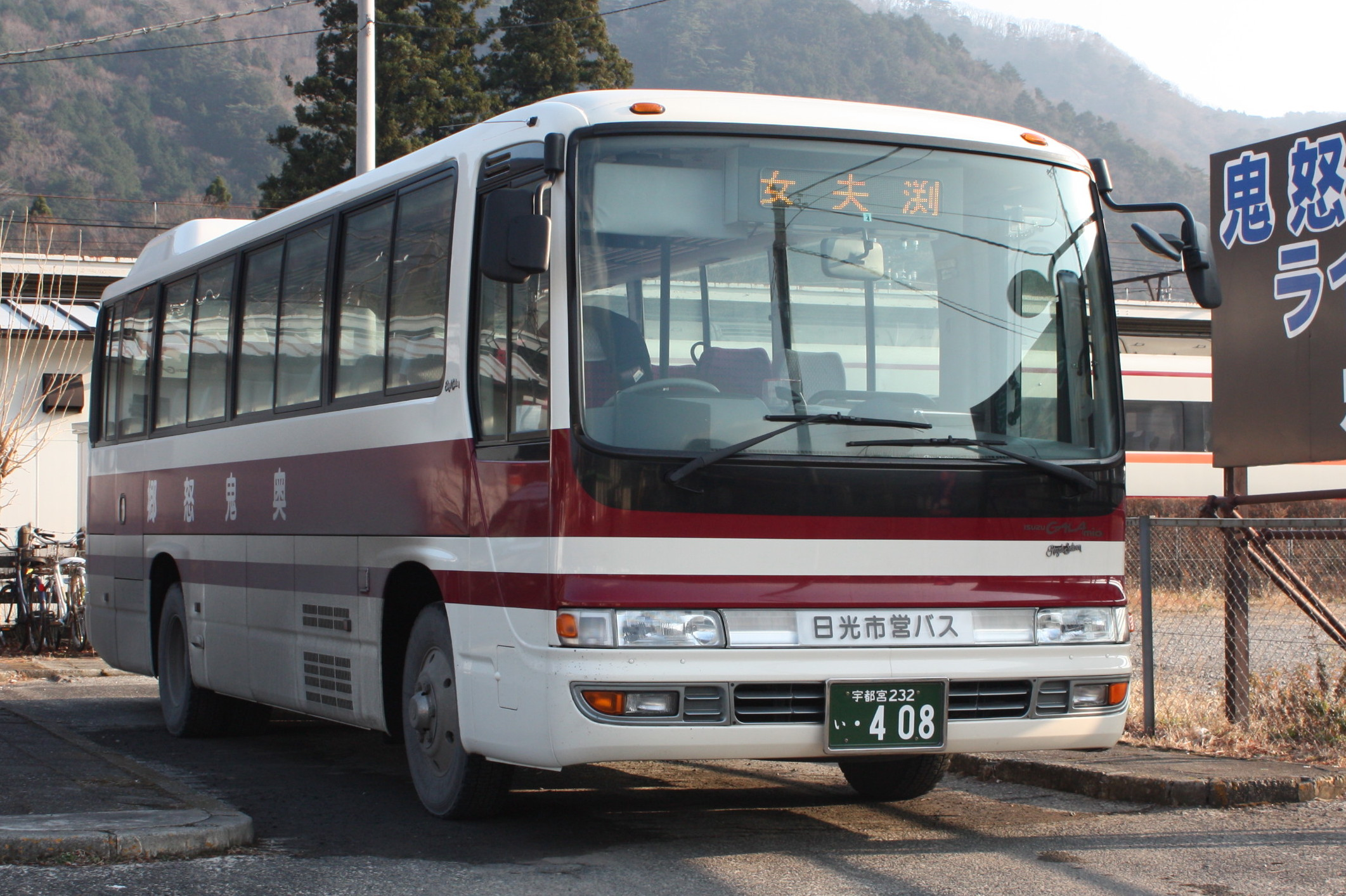
しおや交通 日光市営バス
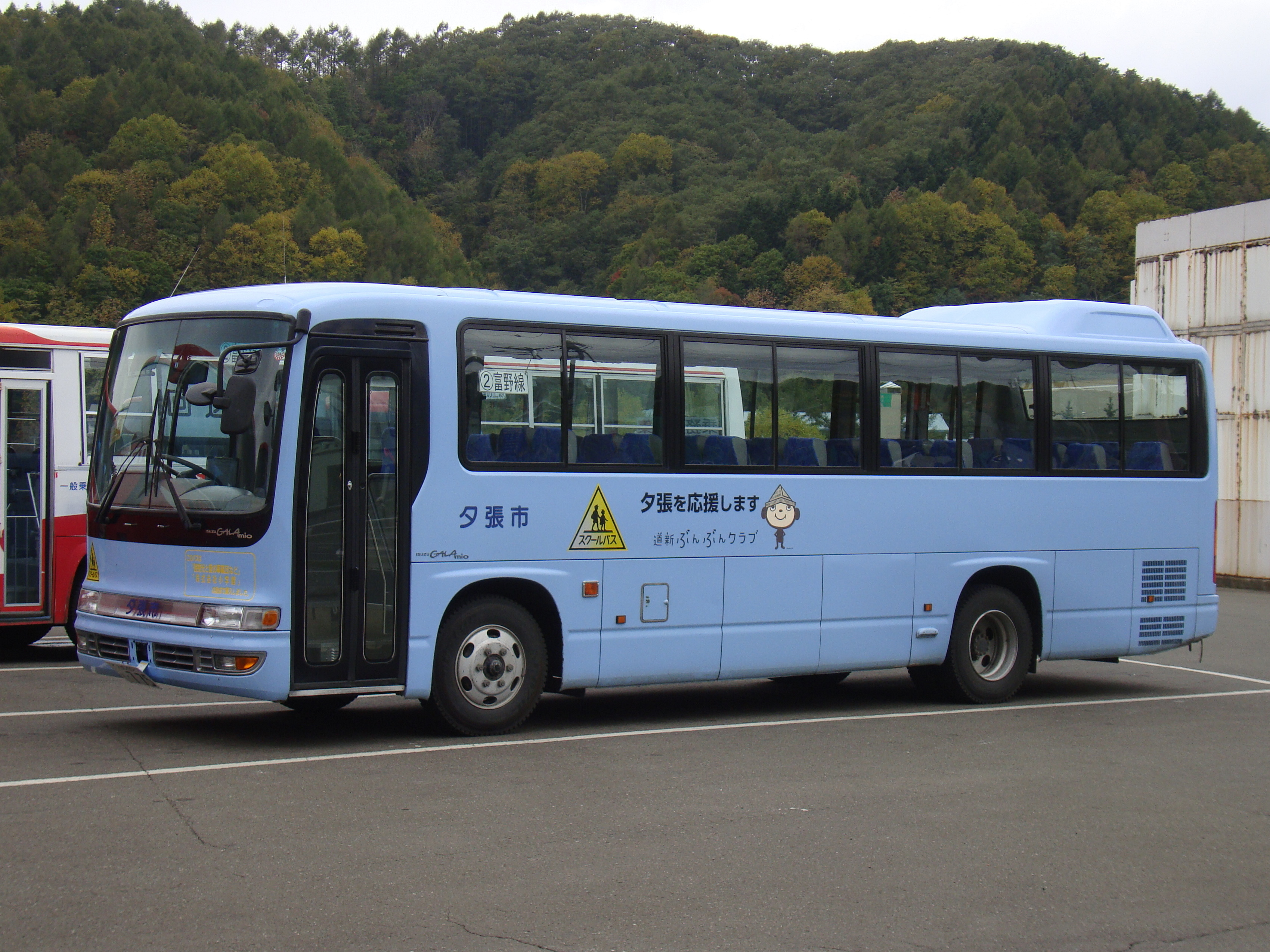
夕張市スクールバス富野線
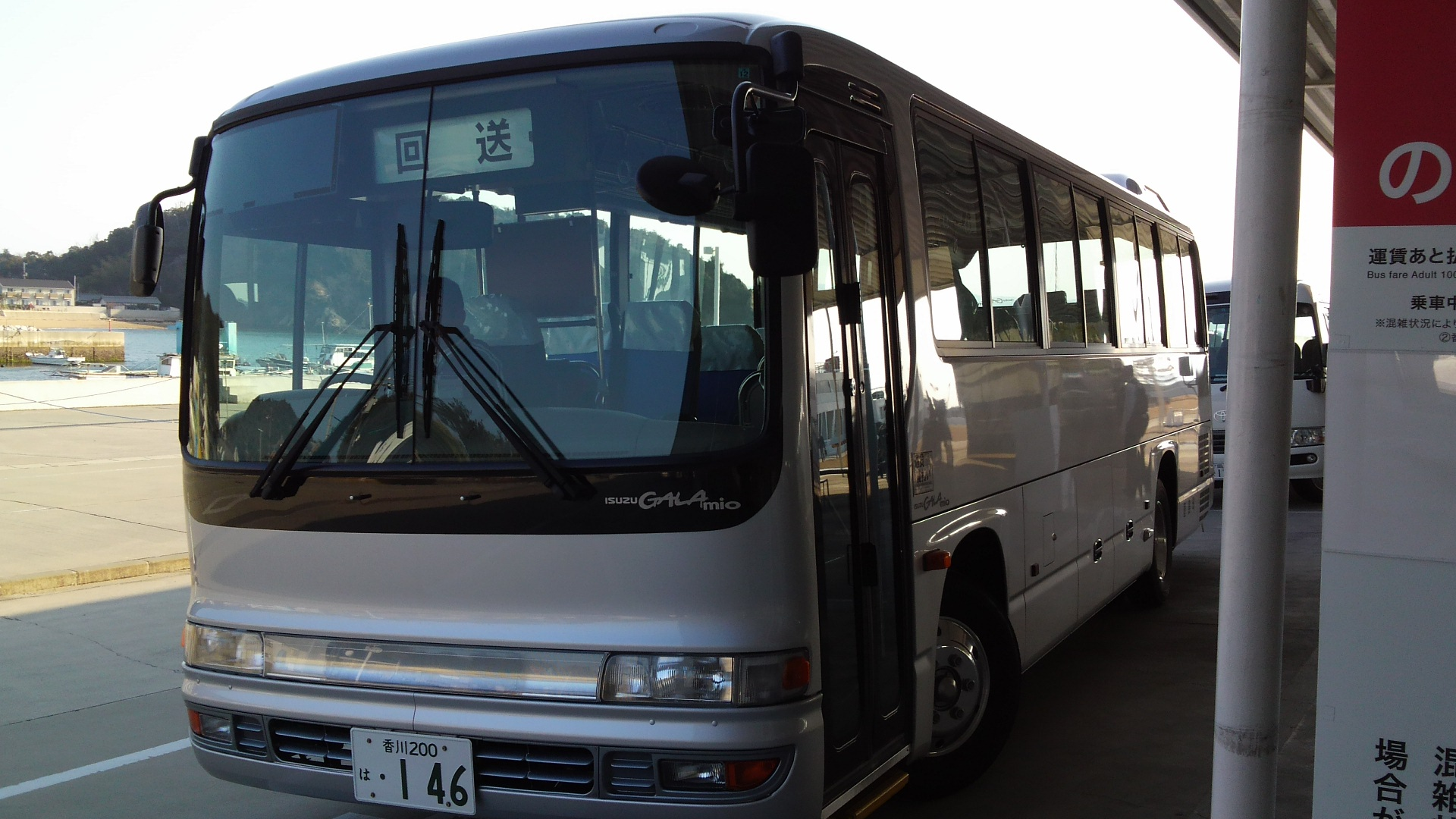
直島町直島町営バス